# Djuptjärnen (Åsele socken, Lappland)
Djuptjärnen är en sjö i Åsele kommun i Lappland och ingår i Ångermanälvens huvudavrinningsområde. Sjön har en area på 0,0886 kvadratkilometer och ligger 406,6 meter över havet.

## Delavrinningsområde
Djuptjärnen ingår i det delavrinningsområde (709257-159881) som SMHI kallar för Ovan Bäverbäcken. Medelhöjden är 413 meter över havet och ytan är 16,46 kvadratkilometer. Det finns inga avrinningsområden uppströms utan avrinningsområdet är högsta punkten. Kvällån som avvattnar avrinningsområdet har biflödesordning 2, vilket innebär att vattnet flödar genom totalt 2 vattendrag innan det når havet efter 236 kilometer. Avrinningsområdet består mestadels av skog (81 procent) och sankmarker (10 procent). Avrinningsområdet har 0,31 kvadratkilometer vattenytor vilket ger det en sjöprocent på 1,9 procent.